# Saroniska öarna

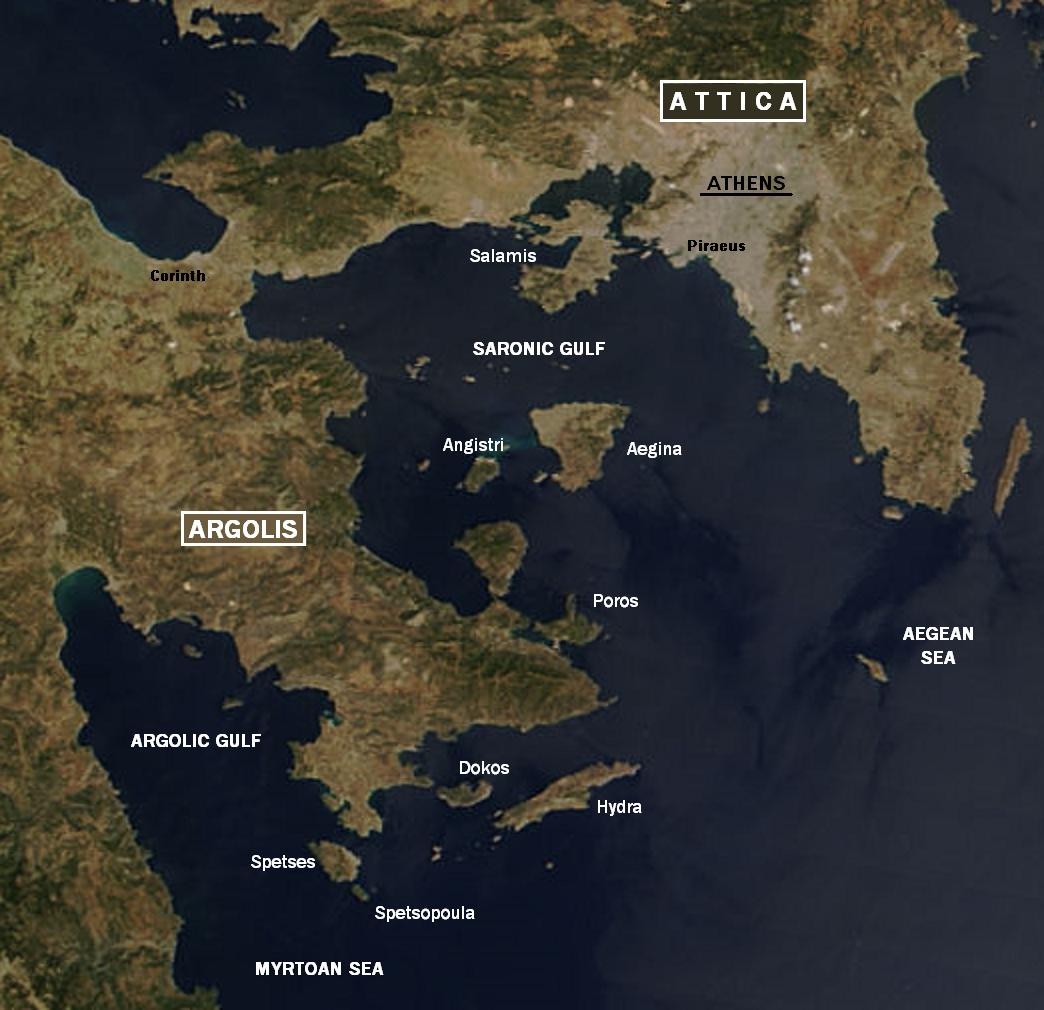

De saroniska öarna ligger i den saroniska bukten utanför det grekiska fastlandet. De viktigaste av de bebodda öarna är Salamis (där den grekiska flottan besegrade den persiska i slaget vid Salamis), Egina, Agistri och Poros. Öarna Hydra och Dokos, som ligger bortom den nordöstra udden av Peloponnesos (tekniskt sett mellan den Saroniska bukten och Argolisbukten) inkluderas ibland i de Saroniska öarna.
Många fastlandsgreker har semesterboenden på de Saroniska öarna, till vilka det ofta går färjor från Pireus och Peloponnesos.